# Montaigne (piosenkarka)
Montaigne, właśc. Jessica Alyssa Cerro (ur. 14 sierpnia 1995 w Sydney) – australijska piosenkarka i muzyk.
Jej pseudonim artystyczny inspirowany jest postacią Michela de Montaigne, francuskiego filozofa XVI wieku.
Finalistka konkursu radiowego Triple J Unearthed High (2012). Debiut fonograficzny zaliczyła w 2014 wydaniem singla „I Am Not an End”. Od tamtej pory wydała epkę pt. Life of Montaigne (2014) oraz dwa albumy studyjne, Glorious Heights (2016) i Complex (2019). Z pierwszą płytą długogrającą zadebiutowała na czwartym miejscu listy najchętniej kupowanych albumów w Australii, a za sprzedaż promującego krążek singla „Because I Love You” zdobyła certyfikat złotej płyty. Ponadto zaśpiewała gościnnie w piosence Hilltop Hoods „1955” z 2016, który dotarł do drugiego miejsca listy przebojów Top 50 Singles i zdobył status sześciokrotnie platynowej płyty.
Laureatka SMAC Award 2014 w kategorii „Next Big Thing” i ARIA Music Award 2016 dla nowego artysty. Zwyciężczyni programu Australia Decides (2020), wyłaniającego reprezentanta Australii w Konkursie Piosenki Eurowizji, który został odwołany przez organizatorów z powodu pandemii COVID-19. Reprezentantka Australii w Konkursie Piosenki Eurowizji w 2021, zajęła 14. miejsce w półfinale konkursu, zostając tym samym pierwszą w historii reprezentantką Australii, która nie zakwalifikowała się do finału Eurowizji.

## Dyskografia
Albumy studyjne
- Glorious Heights (2016)
- Complex (2019)

Minialbumy (EP)
- Life of Montaigne (2014)